# Томас Бухмаєр
Томас Бухмаєр (нім. Thomas Buchmayer; нар. 14 лютого 1971) — колишній австрійський тенісист.
Найвищу одиночну позицію світового рейтингу — 198 місце досяг 16 вересня 1991, парну — 133 місце — 20 липня 1998 року.

## Фінали Туру ATP за кар'єру

### Парний розряд: 1 (0–1)
| Результат | В-П | Рік  | Турнір            | Покриття | Партнер            | Суперники                   | Рахунок  |
| --------- | --- | ---- | ----------------- | -------- | ------------------ | --------------------------- | -------- |
| Поразка   | 0–1 | 1997 | Кіцбюель, Австрія | Ґрунт    | Томас Штренґберґер | Вейн Артурс Річард Фромберг | 4–6, 3–6 |

## Титули на челленджерах

### Одиночний розряд: (2)
| Ранг | Рік  | Турнір          | Покриття | Суперник          | Рахунок  |
| ---- | ---- | --------------- | -------- | ----------------- | -------- |
| 1.   | 1991 | Ґрац, Австрія   | Ґрунт    | Тьєррі Гвардьйола | 6–3, 6–2 |
| 2.   | 1992 | Відень, Австрія | Ґрунт    | Райнгард Вавра    | 7–6, 6–1 |

### Парний розряд: (2)
| Ранг | Рік  | Турнір                       | Покриття | Партнер            | Суперники                      | Рахунок  |
| ---- | ---- | ---------------------------- | -------- | ------------------ | ------------------------------ | -------- |
| 1.   | 1998 | Київ, Україна                | Ґрунт    | Томас Штренґберґер | Джефф Кутзе Джим Томас         | 6–4, 7–6 |
| 2.   | 1997 | Скоп'є, Республіка Македонія | Ґрунт    | Томас Штренґберґер | Небойша Джорджевич Душан Вемич | 6–4, 7–6 |